# أنطونيو هارو
أنطونيو هارو (بالإسبانية: Antonio Haro)‏ هو مبارز بالسيف مكسيكي، ولد في 26 أكتوبر 1910 في مدينة مكسيكو في المكسيك، وتوفي بنفس المكان في 22 سبتمبر 2002.

## وصلات خارجية
- أنطونيو هارو على موقع أوليمبيديا (الإنجليزية)